# Фризендорф
Фризендорф (нем. Freiherr von Friesendorff) — баронский род.

## Происхождение и история рода
Грамотой Римского императора Фердинанда III, от 2 / 12 февраля 1665 года, шведский посланник в Лондоне Иоганн-Фридрих фон Фризендорф возведен, с нисходящим его потомством, в баронское Римской империи достоинство.
Грамотой Шведского короля Карла XII, от 5 / 16 сентября 1705 года, сын вышеозначенного Иоганна-Фридриха — шведский министр-резидент в Люнебурге Карл-Густав фон Фризендорф возведен, с нисходящим его потомством, в баронское достоинство Шведского королевства.
Род поручика барона Фридриха-Рейнгольда фон Фризендорф внесен 5 / 17 сентября 1818 года, в матрикул Рыцарского Великого Княжества Финляндского, в число родов баронских, под № 11.
Высочайшим указом, от 7 / 19 июля 1876 года, причислен к этому шведский выходец барон Густав-Фридрих фон Фризендорф.

## Описание герба
по Долгорукову:
В чёрном поле золотое стропило. Щит увенчан дворянскими шлемом и короной. Нашлемник: пять страусовых перьев, из коих три пера золотые, а два черные. Намет на щите чёрный, подложенный золотом.